# Петраки (Новосибирская область)
Петраки— село в Здвинском районе Новосибирской области. Административный центр Петраковского сельсовета.

## География
Площадь села — 95 гектаров.

## История
Село было основано в 1932 году как центральная усадьба совхоза № 275. В 1957 году совхоз № 275 объединен с колхозами имени Жданова, имени Маленкова и Сартланской МТС в совхоз «Петраковский»

## Население
| 2002 | 2007 | 2010 |
| ---- | ---- | ---- |
| 515  | ↘447 | ↗451 |

## Инфраструктура
В селе по данным на 2007 год функционируют 1 учреждение здравоохранения, 2 образовательных учреждения.